# هم‌بالینی

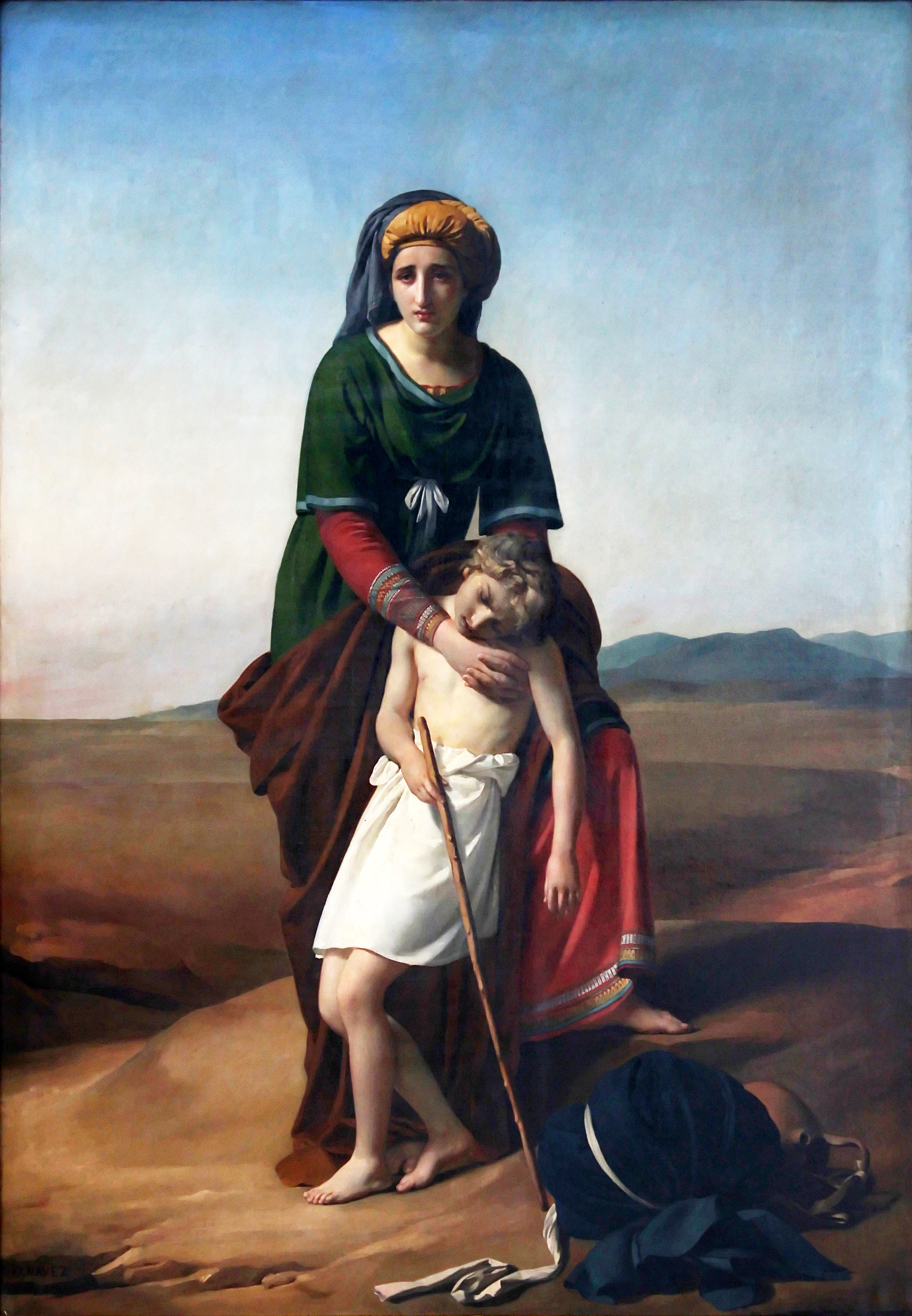
هاجر و اسماعیل در صحرا اثر فرانسوا-ژوزف ناوز، ۱۸۲۰. هاجر یک برده و هم‌بالین ابراهیم بود که پسرش اسماعیل را به دنیا آورد.

هم‌بالینی(به انگلیسی: Concubinage) یک رابطه میان‌فردی و رابطه جنسی بین دو نفر است که در آن زن و مرد نمی‌خواهند یا نمی‌توانند ازدواج کامل کنند. هم‌بالینی و ازدواج اغلب شبیه به هم تلقی می‌شوند، اما متقابلاً منحصر به فرد هستند.  درصد بالایی از پیوندهای هم‌بالینی به ازدواج ختم نمی‌شود.

## در ژاپن
کلمه کانجی شو «妾» (شو/مِکاکه) اشاره به زنی است که مرد متأهل علاوه بر همسرش نگه می‌دارد یا به معشوقه ای اطلاق می‌شود که از طرف مرد مجرد یا غیرمجرد حمایت مالی می‌شود. «شو» به معنای «کنیز» یا «خدمتکار» است که از وسایل شخصی مراقبت می‌کند. منشأ کلمه روشن نیست، اما نظریه ای وجود دارد که از اسم فعل به معنای «گرفتن» آمده است.
در منطقه کامیگاتا «تکاکه» نامیده می‌شود. اگر مرد زن داشته باشد به او می‌گویند «شماره ۲» و اگر زن رسمی و شوی دیگری داشته باشد «شماره ۳» و به همین ترتیب همچنین رابطه آنها با معشوقه‌های دیگر به غیر از همسرش به‌طور جمعی می توان به عنوان "شماره ۲" شناخته می‌شود. علاوه بر این، زمانی که موقعیت‌های جنسیتی معکوس می‌شوند، گاهی به مردی که توسط یک زن حمایت می‌شود، «اوتوکومِکاکه» otokomekake می‌گویند.
در ژاپن مدرن، مردی که قبلاً ازدواج کرده است، مجاز به ازدواج مجدد (دو همسری) نیست، بنابراین حتی اگر در خلوت با شو مانند یک همسر رفتار شود، وضعیت حقوقی و اجتماعی یکسانی با همسر ندارد؛ بنابراین، در بیشتر موارد با آنها به گونه ای رفتار می‌شود که گویی معشوقه هستند.
«قانون جدید» (اعلامیه شماره ۹۴۴) که در دسامبر ۱۸۷۰ تصویب شد (سال سوم دوره میجی) تعیین کرد که همسران و هم‌بالینی‌ها با اقوام درجه دو برابر هستند. این بدان معنا نیست که زنان و هم‌بالینی‌ها دارای حقوق مساوی بودند، بلکه وجود آنان رسماً به رسمیت شناخته شد.
در ژوئیه ۱۸۸۰ (سال ۱۳ میجی)، مقررات مربوط به شو در قانون جزا (اعلامیه داجوکان شماره ۳۶) (اجرا شده در ژانویه ۱۸۸۹) ناپدید شد. با این حال، وزارت کشور بخشنامه ای صادر کرد مبنی بر اینکه بازنگری در قوانین کیفری هیچ ربطی به ثبت خانواده ندارد. با شو‌هایی که قبل از اجرایی شدن قانون جزا ثبت نام شده بودند به عنوان «عموماً مانند قبل رفتار می‌شد» (همه موارد مانند قبل رفتار خواهد شد). در نهایت در سال ۱۸۹۸ (میجی ۳۱)، کلمه شو بر اساس قانون ثبت خانواده از فهرست خانواده ناپدید شد.